# Smørrebrød
Smørrebrød (pronuncia danese /smɶɐ̯ɐ ˌ b̥ʁœð ˀ/) , originariamente, "burro e pane" smør og brød) è una preparazione tipica della cucina danese e più in generale scandinava.
Normalmente è composta da una fetta di pane di segale di color marrone scuro a pasta acida (rugbrød) imburrato. Il condimento è costituito da fette di carne, pesce, salumi o formaggio. Questa è la base che, opportunamente decorata con verdure affettate, uova sode, maionese o altre salse, costituisce un sandwich aperto visivamente accattivante e costituisce il pranzo danese della tradizione.

## Pane

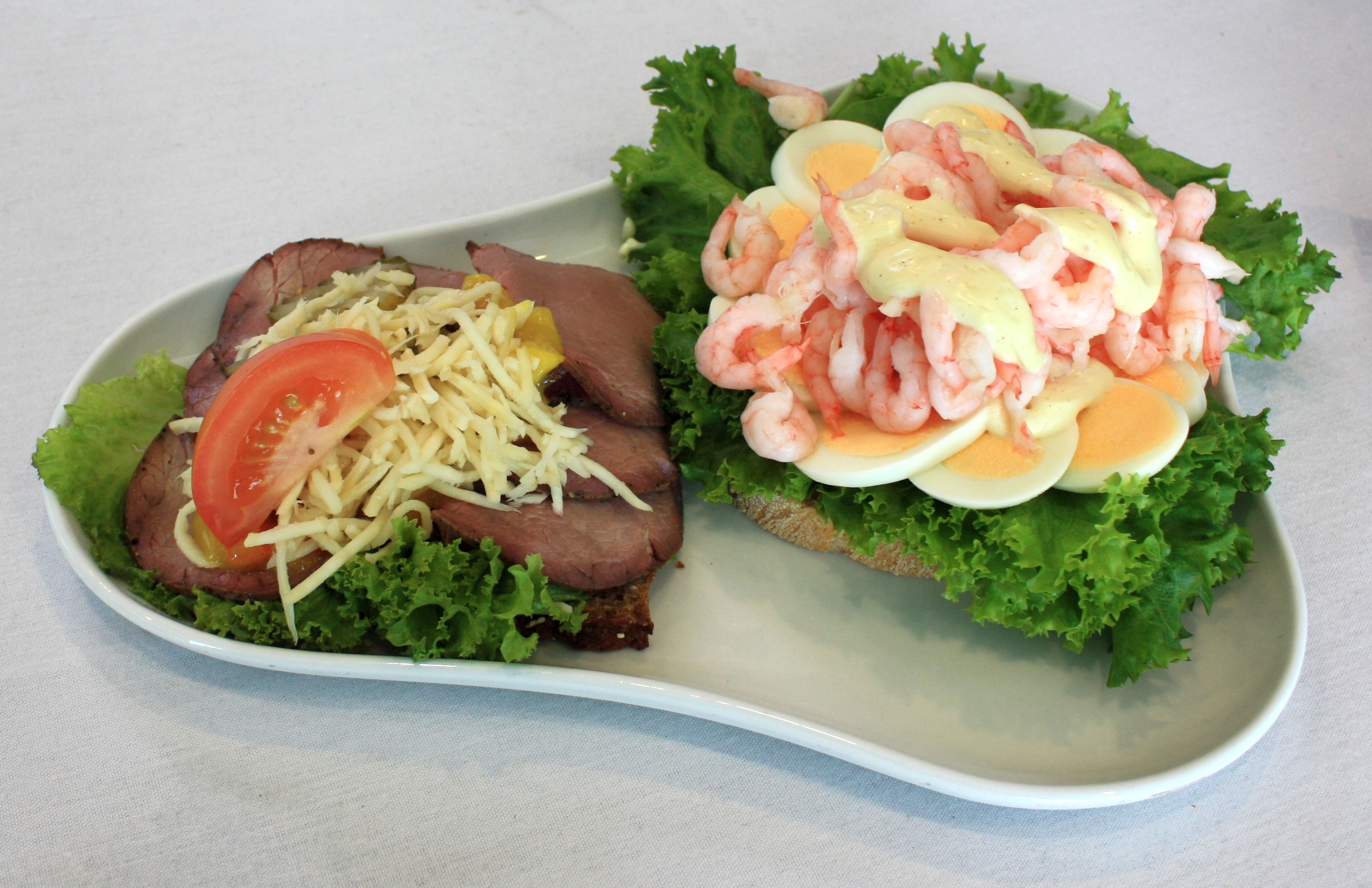
Smørrebrød; A sinistra: Roast beef con remoulade e pomodoro sul pane scuro danese. Destra: Uovo, gamberetti, limone e maionese su pane bianco.

Il pane è una parte molto importante dell'alimentazione scandinava, in particolare il rugbrød, che è pane di segale a pasta acida. È un pane pesante scuro che viene spesso acquistato pre-affettato, in varietà molto scuro se puramente di segale o più chiaro se entra nell'impasto anche farina di grano. Costituisce la base delle smørrebrød, strettamente legato alle Smörgås svedesi.

## Varietà e condimenti
Esistono più di 150 combinazioni codificate dalla tradizione. Tra gli ingredienti si segnalano le marinerede sild (aringhe marinate) semplici o aromatizzate (tra le tante possibilità anche al curry), leggermente più delicate delle aringhe olandesi e tedesche; molte varietà di formaggio tagliato a fettine; pomodoro, uova sode e maionese; il leverpostej ovvero paté di fegato di maiale; decine di tipi di salumi a dadi o in fette sottili; pesce affumicato come il salmone, l'anguilla o lo sgombro che si trova anche in conserva condito con salsa di pomodoro; ci sono anche delle insalate come la italiensk salat (letteralmente insalata italiana) costituita da una base di maionese con piselli e carote a dadini, simile alla nostra insalata russa; molti degli affettati, pesci e verdure possono essere conditi con la salsa remoulade o altre, come la maionese. È consuetudine di passarsi tra i commensali il cesto del pane a fette intorno al tavolo. 
Alcuni esempi tradizionali includono:

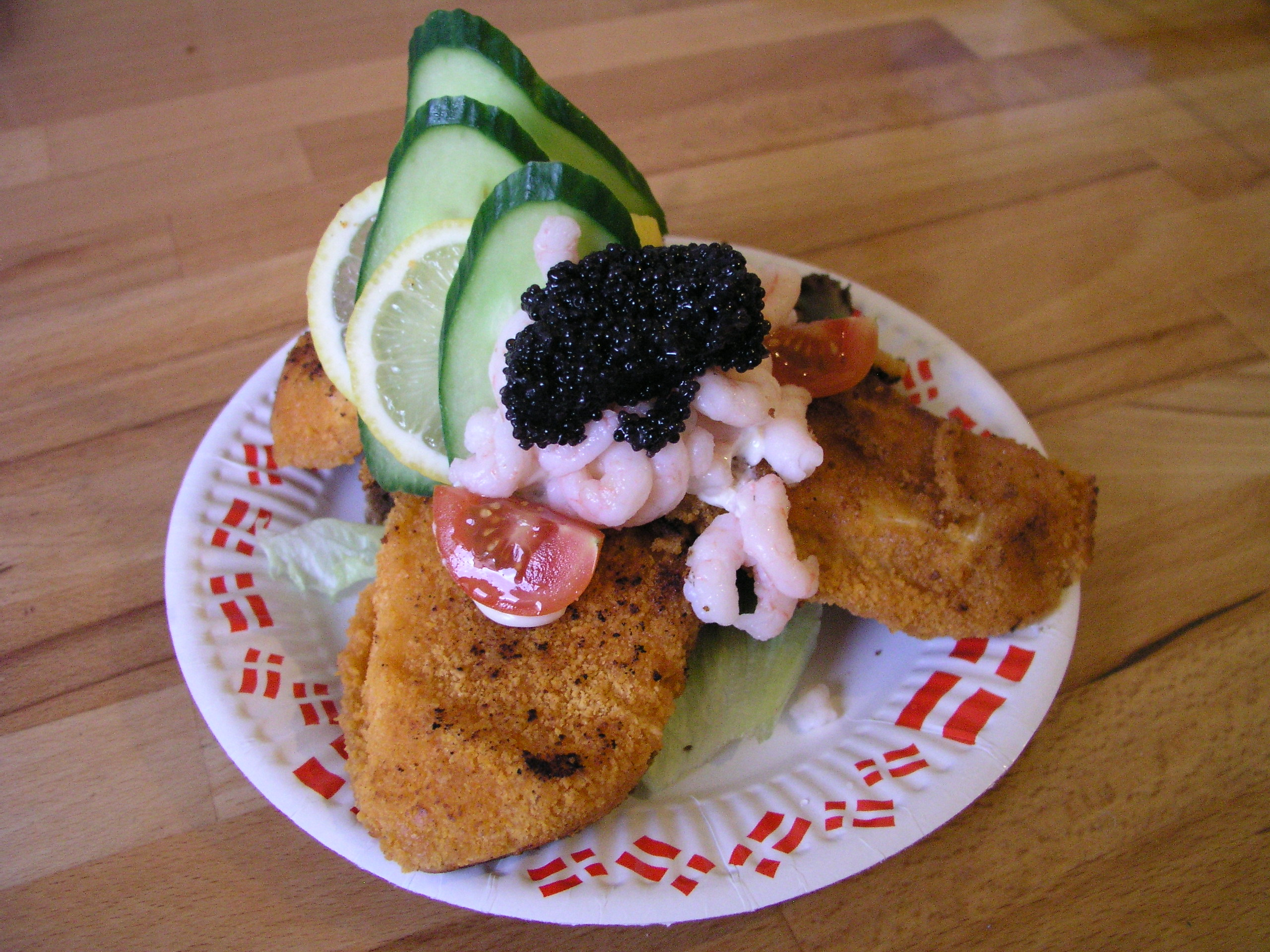
Pane scuro condito con pesce impanato, insalata, cetrioli, gamberetti, uova di lompo e pomodoro.

- Dyrlægens natmad (letteralmente lo spuntino notturno del veterinario) - Su un pezzo di pane di segale scuro, uno strato di paté di fegato (leverpostej), con una fetta di carne salata e una fetta di aspic di carne. Decorato con anelli di cipolla cruda e crescione.
- Anguilla - Anguilla affumicata su pane di segale scuro, condita con uova strapazzate e ravanelli a fette o erba cipollina tritata.
- Leverpostej - Paté di fegato di maiale, spesso servito caldo, servito su pane di segale scuro, condito con pancetta e funghi saltati.
- Roast beef - Carne arrostita a fette sottili servita su pane di segale scuro, sormontata da salsa remoulade e decorato con una spolverata di rafano grattugiato e cipolla fritta (ristede løg).
- Ribbensteg (letteralmente arrosto delle costine) - Maiale arrostito servito fette sottili su pane di segale scuro, condito con cavolo rosso in agrodolce, decorato con una fetta d'arancia.
- Rullepølse (Rotolo di carne speziata).
- Tartarmad - Carne di manzo tritata servita cruda con sale e pepe su pane di segale scuro, condita con anelli di cipolla crudi, rafano grattugiato e un tuorlo d'uovo crudo.
- Laks (Salmone affumicato) - Fette di salmone affumicato a freddo o marinato (gravad laks) su pane bianco, condito con gamberetti e decorato con una fetta di limone e aneto fresco.
- Stjerneskud (in danese, "stella cadente") - Su una base di pane bianco imburrato, due filetti di platessa/passera di mare (rødspætte): un filetto bianco cotto al vapore ed uno impanato e fritto; sopra gamberetti, il tutto decorato con un ciuffo di maionese, caviale rosso e una fettina di limone.